# Завольський Іван Михайлович
Іва́н Миха́йлович Заво́льський (13 червня 1980, м. Ужгород — 25 червня 2023, Луганська область) — учасник російсько-української війни, що загинув в ході російського вторгнення в Україну в 2023 році.

## Життєпис
Народився 13 червня 1980 в місті Ужгород. Закінчив місцеву школу № 12 міста Ужгород, після чого вступив в ПТУ № 6, де здобув освіту столяра. Тривалий час працював за кордоном та в рідному місті, постійно вдосконалював свої професійні навички, мав золоті руки. Був нащадком Фірцака-Кротона, найсильнішої людини ХХ століття. Пишався цим і сам мав спортивні досягнення та хорошу фізичну форму, здобув звання кандидата в майстри спорту з важкої атлетики. 2 лютого 2002 року одружився з Завольською-Маркуш Діаною Павлівною 2 жовтня 1983 року народження. 2 квітня 2002 вперше став батьком: донька — Анастасія. 9 серпня 2010 року життя подарувало йому ще одну донечку Валерію. 11 серпня 2017 року став вдівцем. Гідно виховував доньок і поставив їх на ноги. З початку повномасштабного вторгнення був волонтером та допомагав постраждалим. Але в один момент він чітко вирішив для себе, що більше не може дозволити собі бути просто спостерігачем, тому пішов боронити нашу державу. Був старшим стрільцем 4-го десантно-штурмового відділення військової частини А0281

## Загибель
Загинув 25 червня 2023 року поблизу м. Кремінна, Луганської області внаслідок артилерійського обстрілу, захищаючи Україну від російських окупантів. Похорон відбувся 4 липня в Ужгороді.
7 вересня 2023 року посмертно нагороджений — Почесний громадянин м. Ужгорода за особливу мужність, патріотизм, самовідданість Батьківщині та відвагу, виявлені під вас бойових дій з метою захисту державного суверенітету, територіальної цілісності України

## Нагороди
- Орден «За мужність» ІІІ ступеня (10 листопада 2023, посмертно) — за особисту мужність, виявлену у захисті державного суверенітету та територіальної цілісності України, самовіддане виконання військового обов'язку[3].